# 名古屋市瑞穂公園
名古屋市瑞穂公園（なごやしみずほこうえん）は、愛知県名古屋市瑞穂区にある公園である。なお、公園内には東児童園、南児童園などの無料施設と、陸上競技場などの有料施設が並存しているが、有料施設部分を「瑞穂運動場」と総称している。なお、当項目では「瑞穂運動場」についても併せて記載する。施設（瑞穂公園及び瑞穂運動場）は名古屋市が所有し、財団法人名古屋市教育スポーツ協会が指定管理者として瑞穂公園及び瑞穂運動場を一括で運営管理を行っている。
2015年4月1日から名古屋市瑞穂区に本社を置くガス器具・給湯器の製造・販売会社である（株）パロマが「瑞穂運動場」に関する命名権を取得しており、「瑞穂運動場」は「パロマ瑞穂スポーツパーク」（パロマみずほスポーツパーク）の呼称を使用している（後述）。
愛知県・名古屋市による共同開催の2026年アジア競技大会ではメイン会場となる予定。

## 施設

### 瑞穂運動場
陸上競技場
- 所在地：名古屋市瑞穂区山下通5-1[1][3]

北陸上競技場
- 所在地：名古屋市瑞穂区萩山町3-68-1[1]
- 日本陸上競技連盟第三種公認競技場[1]

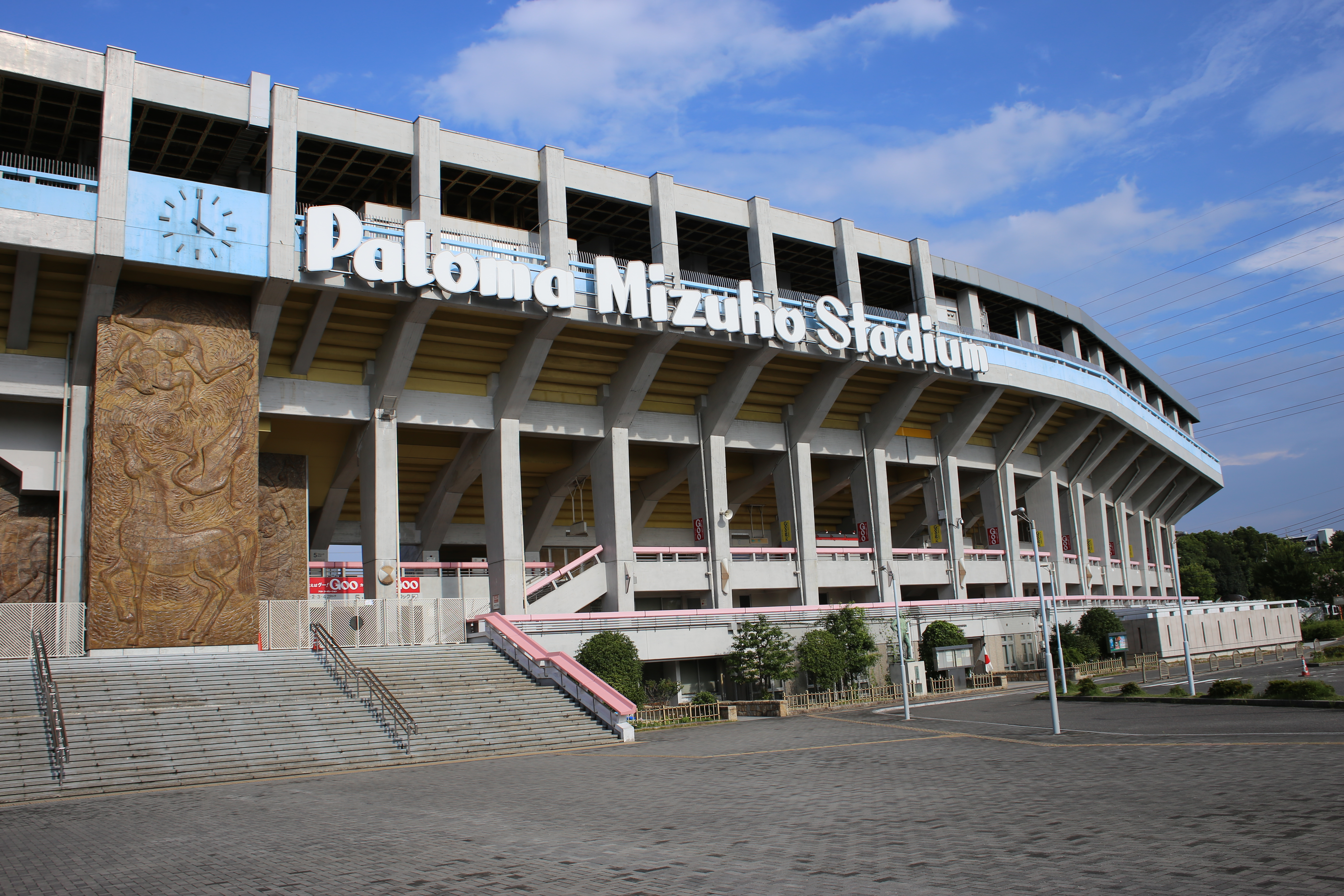
陸上競技場（2016年8月）

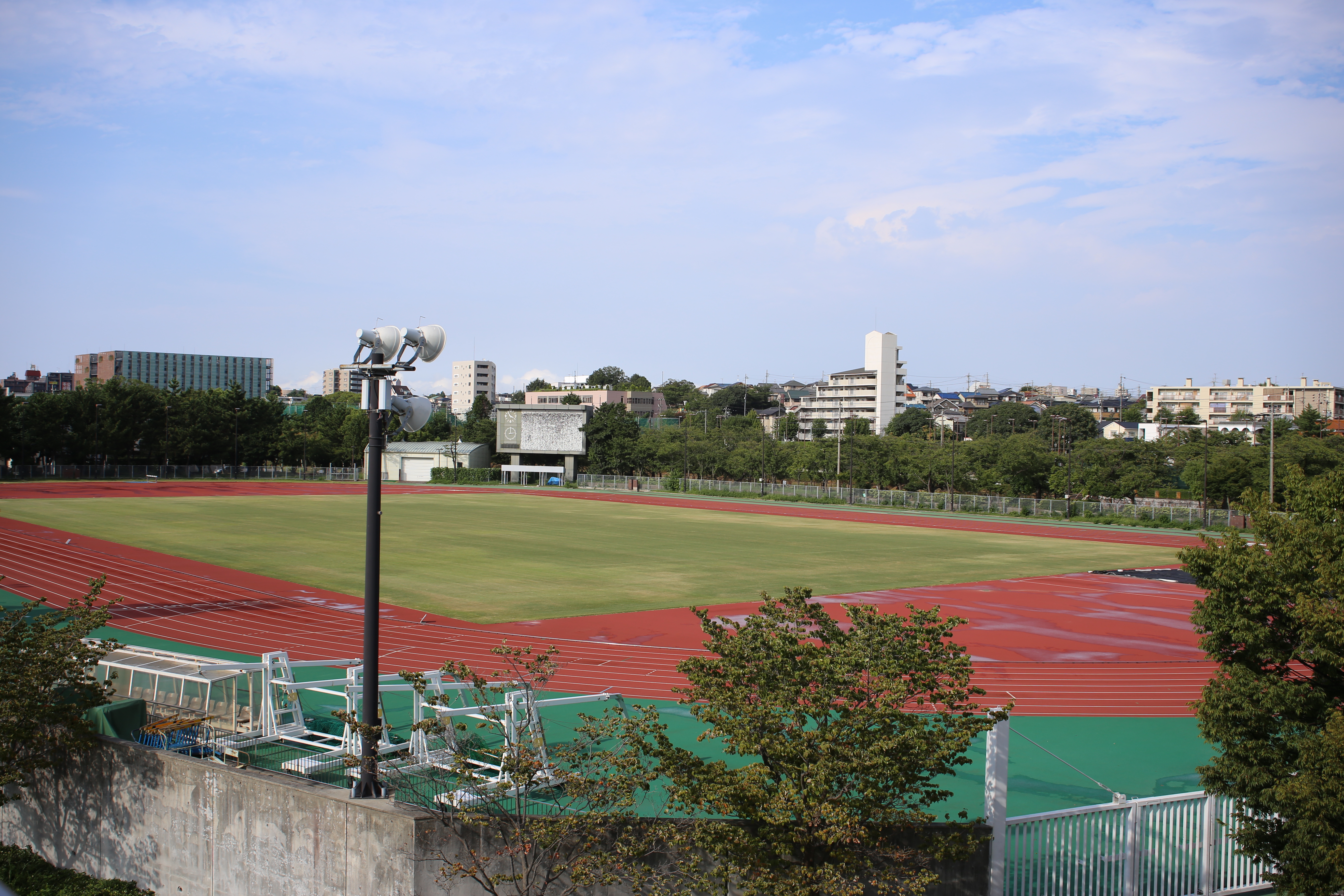
北陸上競技場（2016年8月）

- 敷地面積：19,820.82m2[1]、建築面積：739.66m2[1]、延床面積：1,901.15m2[1]、スタンド面積：849.51m2[1]
- トラック：全天候舗装400m×8レーン[1]
- 天然芝（高麗芝）：102m×69m[1]
- スタンド：3,000人（メインスタンド 1,500人 サイドスタンド芝席 1,500人。メインスタンド中央部のみ固定座席）[1]
- 電光掲示板：磁気反転式[1]

体育館
- 所在地：名古屋市瑞穂区田辺通3-2[1]

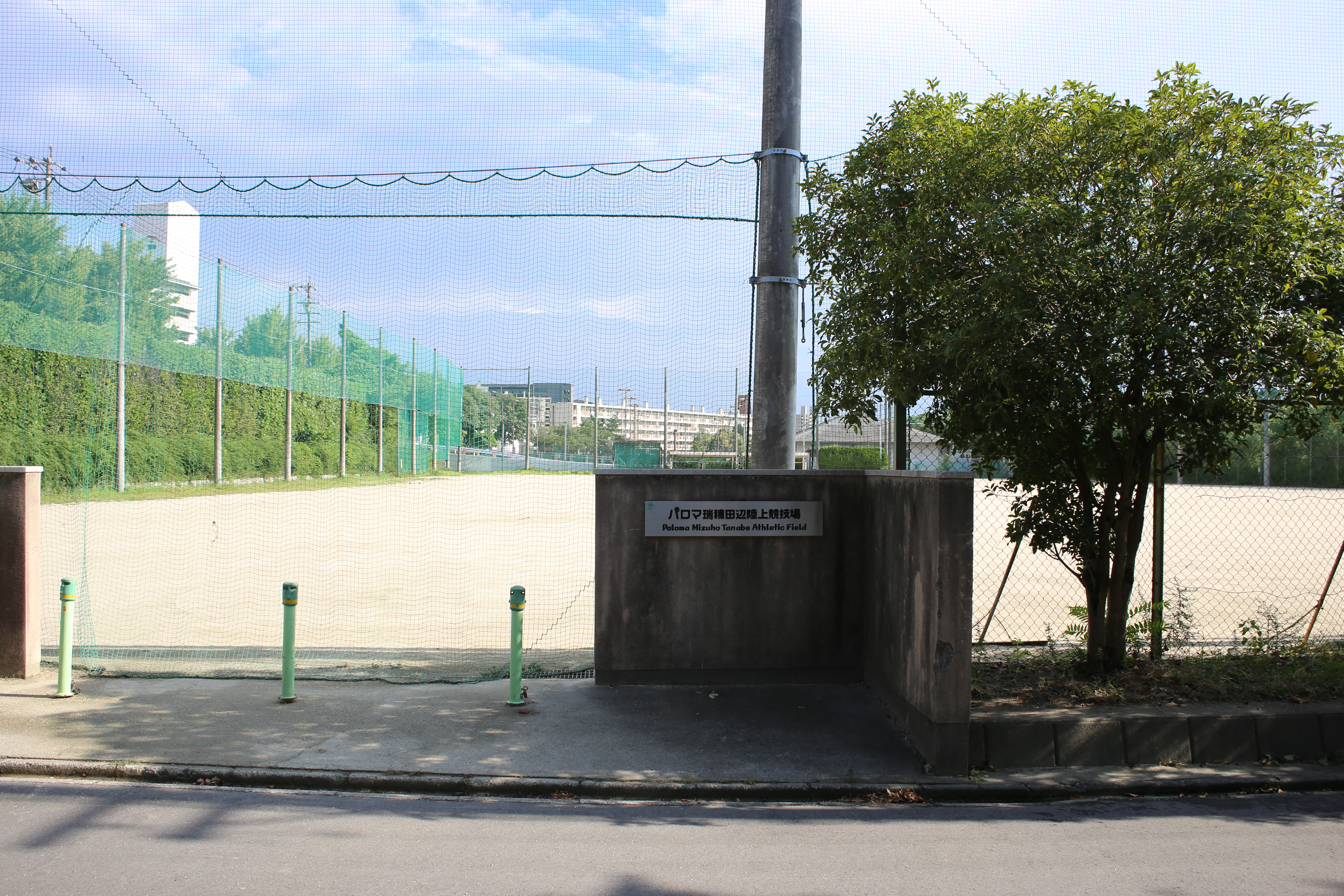
田辺陸上競技場（2016年8月）

- 敷地面積：8,800m²（延床面積:9,490m²）2[1]
- 全天候型室内競技施設：競技場3面（1,620m²・805m²・510m²）、会議室ほか[1]

※ 2021年6月26日新規開場予定。
※ アジア大会に向け、田辺陸上競技場（クレイ舗装のグラウンド・2018年9月末をもって閉鎖）の跡地に建設された。なお、田辺陸上競技場の機能はレクリエーション広場（下記）に移転された。
レクリエーション広場
- 所在地：名古屋市瑞穂区萩山町4-1[1]

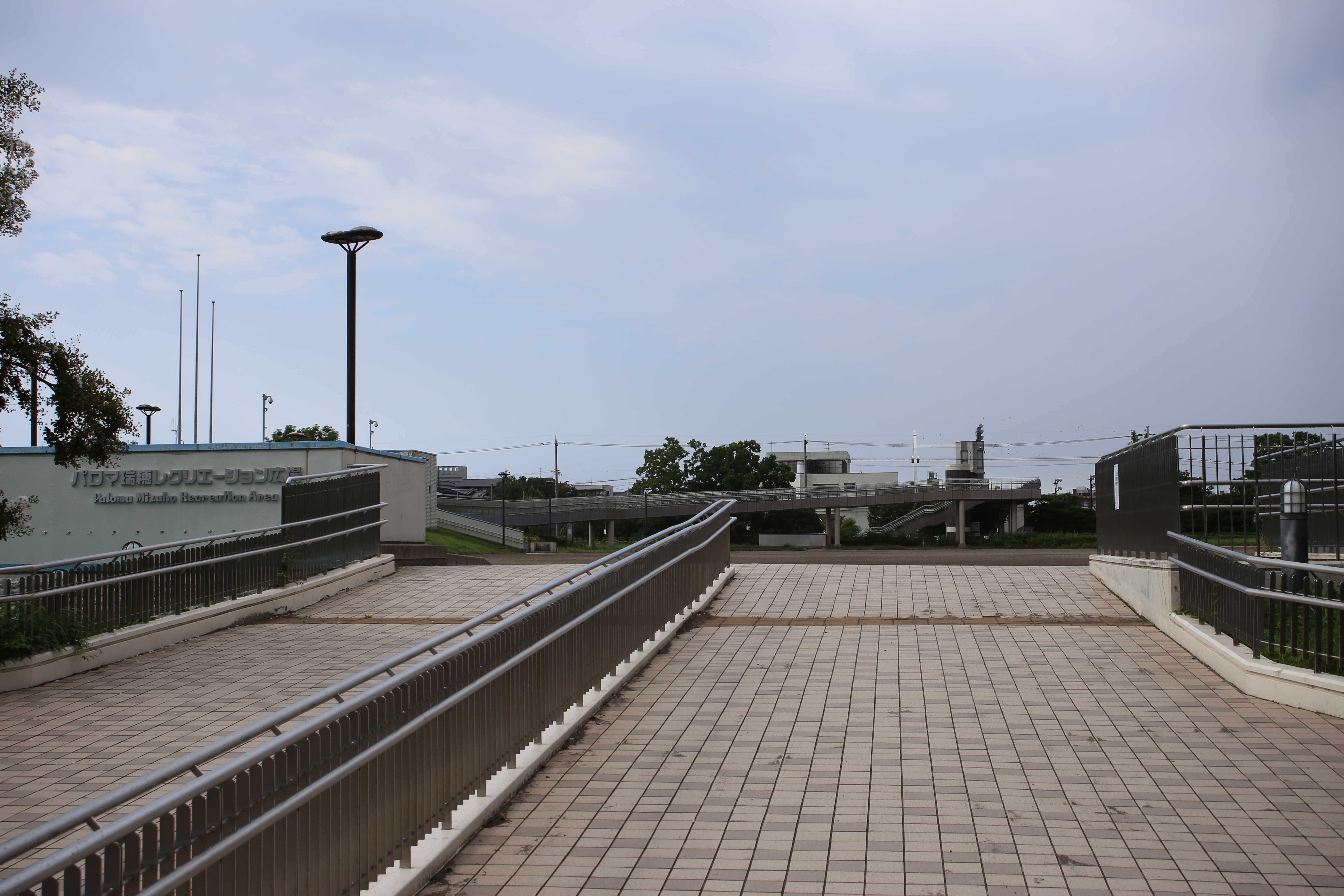
レクリエーション広場（2016年8月）

- 敷地面積：11,326.71m2[1]、建築面積：228.90m2[1]、延床面積：228.90m2[1]、芝スタンド面積：250.00m2[1]、照明塔：33.20m2[1]
- フィールド：8,928.27m2（クレイ舗装）[1]
- スタンド：600人（芝生席）[1]

ラグビー場
- 所在地：名古屋市瑞穂区山下通5-4[1]

ラグビー練習場
- 所在地：名古屋市瑞穂区山下通5-4[1]

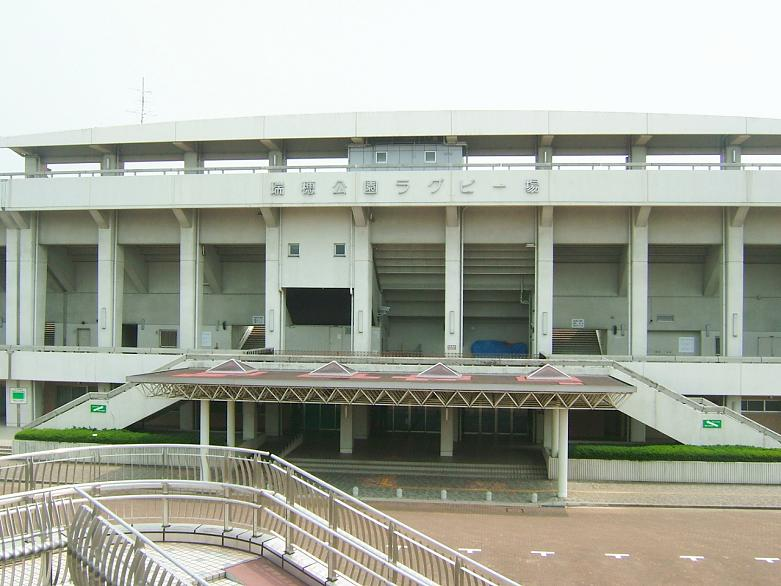
ラグビー場（2005年6月）

- 敷地面積：5,485.94m2[1]

野球場
- 所在地：名古屋市瑞穂区豊岡通3-28[1]
- 1941年建設で度重なる改築・改修により近代的な施設に生まれ変わり、プロ野球も開催可能なフル規格の野球場に変更されているが、プロ野球公式戦での使用実績は1軍・2軍とも無し。ただし過去にプロ野球マスターズリーグの名古屋エイティーデイザースのホームゲームで数試合行った実績はある。
- 現在は、主にアマチュア野球の試合に使用されており、愛知大学野球リーグの一部リーグ戦（二部以下は、別会場で開会式のみが瑞穂球場でおこなわれる）が春と秋に開催される他、全国高等学校野球選手権愛知大会を含む愛知県高野連主催・主管大会にも使用されている。2024年にはニトリJDリーグダイヤモンドシリーズが開催予定
- 設備
  - グラウンド：14,411.06m2[1]、両翼：99.1m[1]、センター：122m[1]
  - 客席：18,600人（内野スタンド：6,000人、外野スタンド芝席：12,600人）[1]
- 敷地面積：26,079.41m2[1]、建築面積：2,157.80m2[1]、延床面積：6,407.47m2[1]、スタンド面積：3,498.12m2[1]
  - 夜間照明：6基（バッテリー間1,500ルクス（Lx）　内野1,000Lx　外野500Lx）
  - グラウンド：砂入り人工芝（内野は、一部アンツーカー）

相撲場
- 所在地：名古屋市瑞穂区萩山町3-68-1[1]

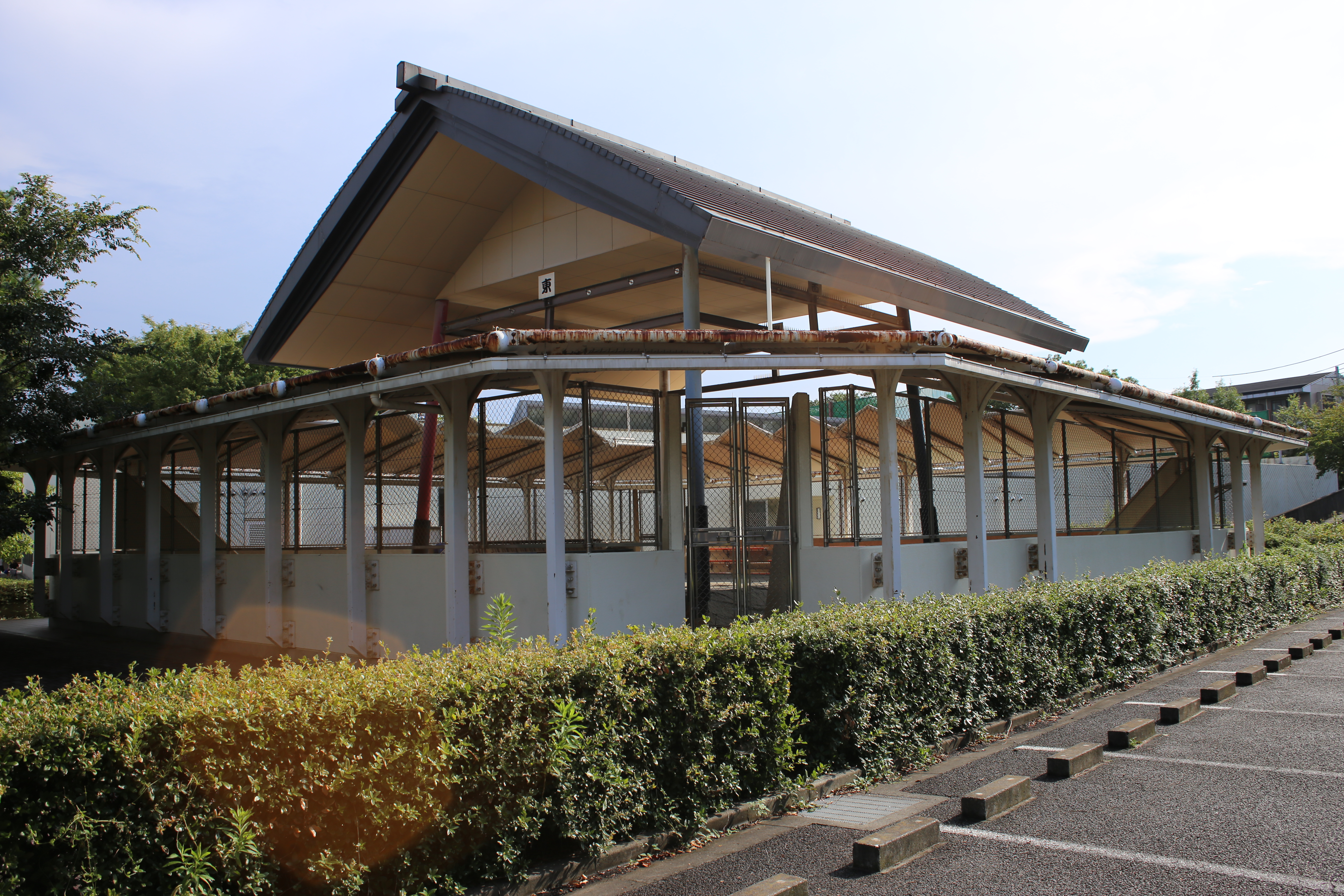
相撲場（2016年8月）

- 敷地面積：170.82m2[1]、建築面積：122.54m2[1]
- スタンド：255人[1]

テニスコート
- 所在地：名古屋市瑞穂区田辺通4-5[1]

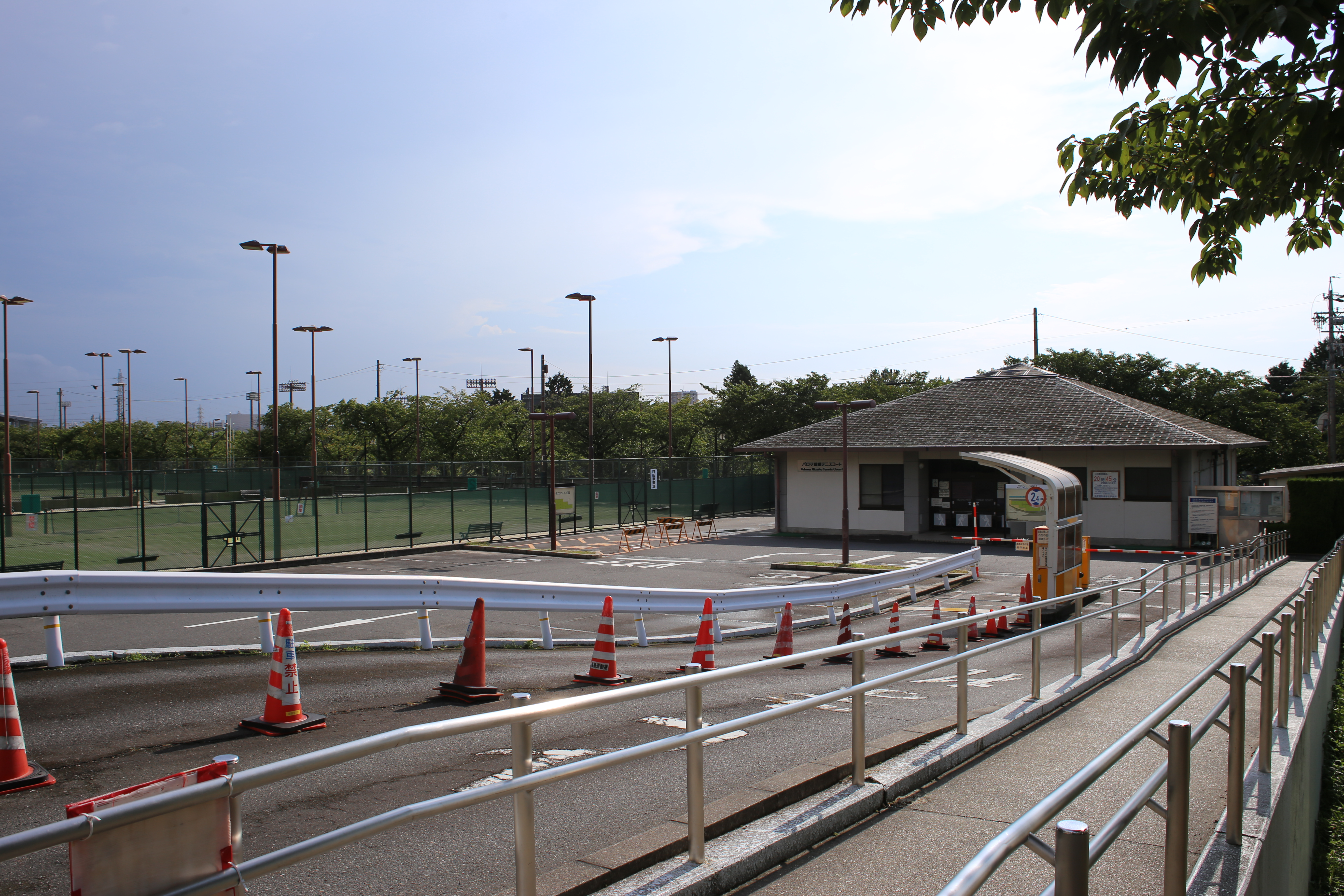
テニスコート（2016年8月）

- 敷地面積：9,035.82m2[1]

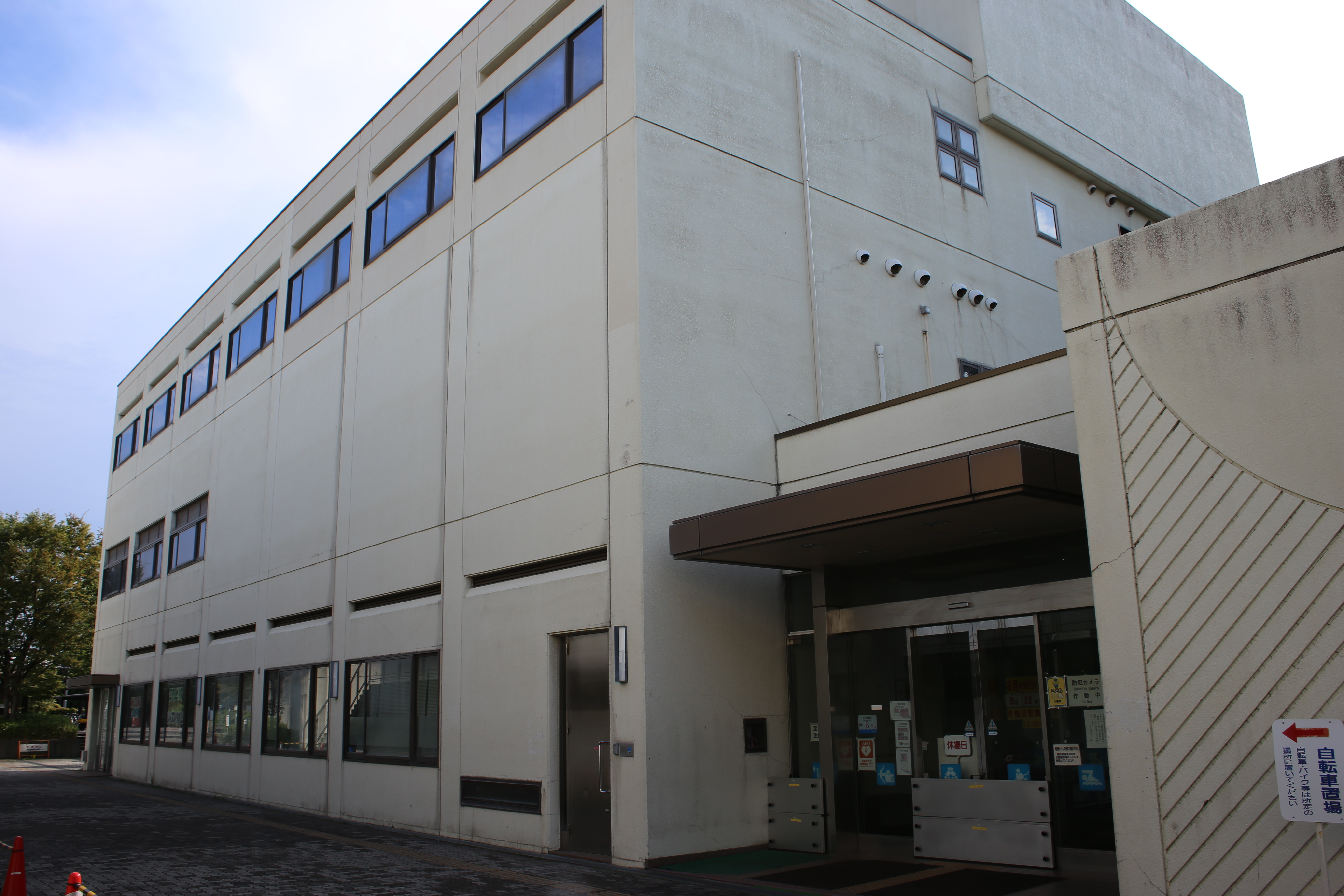

- クラブハウス[1]
- 硬式・軟式両用コート：9面[1]
- スタンド：1,000人[1]

その他の競技場
- 弓道場
- アーチェリー場
- 屋内プール
- 練習プール
- トレーニング室
- 宿泊研修室

### 無料施設
| - 東児童園 - 南児童園 - 北児童園 - こども広場 - 親水広場（一部） - 緑陰広場 - やすらぎ広場 | - 大曲輪貝塚 - 水の広場 - 東小公園 - 山ももの丘 - 松並木散策路 - 南連絡橋 - 北連絡橋 |

### ギャラリー
- 東児童園（2016年8月）
- 南児童園（2016年8月）
- 北児童園（2016年8月）
- こども広場（2016年8月）
- 親水広場（2016年8月）
- 緑陰広場（2016年8月）
- 大曲輪貝塚（2016年8月）
- 東小公園（2016年8月）
- 山ももの丘（2016年8月）
- 松並木散策路（2016年8月）
- 北連絡橋（2016年8月）

## 命名権
2015年1月、（株）パロマが名古屋市瑞穂公園内の「瑞穂運動場」に設置されている14の施設の命名権のスポンサー候補に選定され、2月9日に名古屋市はパロマが命名権を取得したと発表した
2015年4月1日から3年間（年額6,000万円）の契約であり、以下の呼称を使用している。
総称
- 「瑞穂運動場」→ 「パロマ瑞穂スポーツパーク」

個別施設
- 「瑞穂公園 陸上競技場」→ 「パロマ瑞穂スタジアム」
- 「瑞穂公園 北陸上競技場」→ 「パロマ瑞穂北陸上競技場」
- 「瑞穂公園 田辺陸上競技場」→ 「パロマ瑞穂田辺陸上競技場」(閉鎖)
- 「瑞穂公園 レクリエーション広場」→ 「パロマ瑞穂レクリエーション広場」
- 「瑞穂公園 ラグビー場」→ 「パロマ瑞穂ラグビー場」
- 「瑞穂公園 ラグビー練習場」→ 「パロマ瑞穂ラグビー練習場」
- 「瑞穂公園 野球場」→ 「パロマ瑞穂野球場」
- 「瑞穂公園 相撲場」→ 「パロマ瑞穂相撲場」
- 「瑞穂公園 弓道場」→ 「パロマ瑞穂弓道場」
- 「瑞穂公園 アーチェリー場」→ 「パロマ瑞穂アーチェリー場」
- 「瑞穂公園 テニスコート」→ 「パロマ瑞穂テニスコート」
- 「瑞穂公園 練習プール」→ 「パロマ瑞穂練習プール」
- 「瑞穂公園 屋内プール」→ 「パロマ瑞穂屋内プール」
- 「瑞穂公園 トレーニング室」→ 「パロマ瑞穂トレーニング室」
- 「瑞穂公園 宿泊研修室」→ 「パロマ瑞穂宿泊研修室」

なお、命名権採用後は、基本的に上記の名称を使うことになっているが、クリーンスタジアム規定（施設命名権行使禁止規定）が適用されるFIFA（国際サッカー連盟）主催・主管サッカー国際試合（アジアサッカー連盟主催AFCチャンピオンズリーグなど）で陸上競技場が使用される場合、瑞穂運動場内の全ての施設が正式名称を使用する。

## 交通アクセス
- 名古屋市営地下鉄名城線・瑞穂運動場東駅より徒歩で3 - 10分[6]。
- 名古屋市営地下鉄桜通線・瑞穂運動場西駅より徒歩で10 - 15分[6]。
- 名古屋市営地下鉄名城線 / 桜通線・新瑞橋駅より徒歩で10分[3]。
- 名古屋市営バス：金山15系統・「瑞穂グランド」停留所より、徒歩ですぐ。
- 名古屋市営バス：栄20系統・「瑞穂公園」停留所より、徒歩。